# Więcbork (stacja kolejowa)
Więcbork – nieczynna stacja kolejowa, dawniej węzłowa, w Więcborku, w województwie kujawsko-pomorskim, w Polsce, obecnie zdegradowana do roli bocznicy szlakowej i przystanku osobowego. Stacja składała się z siedmiu torów głównych i dwóch peronów. Regularnie prowadzony jest ruch pociągów towarowych, a od kilku lat co roku pojawiają się tu pociągi turystyczne. Ruch pasażerski na linii kolejowej nr 281 zawieszono w rozkładzie 2000/2001, kiedy to zawieszono kursowanie 2 par pociągów z Nakła nad Notecią do Chojnic. Kursowanie pociągów pasażerskich z Terespola Pomorskiego do Złotowa zawieszono w rozkładzie jazdy 1992/1993, natomiast w 2015 roku rozebrano ten fragment linii.

## Stan techniczny
Z biegiem czasu, ze względu na stan techniczny, zdecydowano się na obniżenie prędkości szlakowej z obowiązującej w latach 2001–2012 60 km/h do 40 km/h, a od 2012 roku obowiązuje prędkość 20 km/h. W 2015 Urząd Transportu Kolejowego nakazał spółce PKP PLK Zakładowi Linii Kolejowych w Bydgoszczy usunięcie nieprawidłowości, polegających na braku wymiany wyeksploatowanych podkładów drewnianych i betonowych, braku konserwacji śrub stopowych i komór łubkowych oraz zachwaszczeniu toru, do 31 grudnia 2016 roku. W 2016 roku Zakład Linii Kolejowych w Bydgoszczy rozstrzygnął przetarg na pojedynczą wymianę podkładów na linii kolejowej nr 281 na odcinku Rusiec – Więcbork, która objęła także stację Więcbork; mimo tego prędkość szlakowa nie została podniesiona. W roku 2018 przeprowadzono także naprawę na odcinku Więcbork – Obkas, która objęła wymianę zużytych podkładów drewnianych i betonowych, także na stacji Więcbork, wraz z oczyszczeniem podtorza i wymianą podrozjazdnic. Pod koniec 2017 roku decyzją Urzędu Transportu Kolejowego spółka PKP Polskie Linie Kolejowe Zakład Linii Kolejowych w Bydgoszczy podjął decyzję o wyłączeniu z użytkowania peronów stacji Więcbork z powodu ich złego stanu technicznego.